# 유미 (트로트 가수)
유미(본명: 김유미, 1962년 10월 9일 ~ )은 대한민국의 가수이다.

## 이력
1980년 언더그라운드 라이브 클럽에서 록 음악 가수 첫 데뷔하였다.

## 연기 활동

### 영화
- 2015년 《슬픈남자》 ... 가수 역 (특별출연)

## 데뷔
- 1987년 노래 "그대는 모르리라"

## 음반
- 1983년 1집 정 때문에
- 1987년 2집 그대는 모르리라
- 2011년 3집 백만번의 Kiss,카리스마
- 2014년 4집 아모레 미오
- 2017년 5집 애낳고 30년,애낳고 30년 New Version,(할말은했지만,다짜고짜)

## 수상
- 1987년 KBS 쇼! 스타출발 대상 수상
- 2014년 대한민국 최고연예가요대상 모범가수상
- 2014년 대한민국 충효대상 가수부문 기자선정인기가수대상
- 2015년 제21회 대한민국 연예예술상 연예예술발전공로상